# Donna Schaenzer
Deborah Bailey (Estados Unidos) é uma ex-ginasta estadunidense, que competiu em provas de ginástica artística.
Bailey fez parte da equipe estadunidense que disputou os Jogos Pan-americanos de Winnipeg. Neles, foi membro da seleção tricampeã por equipes, ao superar as canadenses pela terceira vez consevutiva. Individualmente, subiu ao pódio como segunda ranqueada no salto sobre amesa, em prova vencida pela cmpatriota Linda Metheny e com pódio completado pela também companheira de equipe Marie Walther. Ao longo da carreira, foi campeã nacional por duas vezes, em 1963 e em 1966.